# Pojkar vill... Killar kan!
Pojkar vill... Killar kan! (originaltitel: The Groomsmen) är en amerikansk komedifilm från 2006 som skrevs och regisserades av Edward Burns. Bland skådespelarna finns Brittany Murphy. Den hade världspremiär den 14 juli 2006.	

## Medverkande
- Edward Burns – Paulie
- Donal Logue – Jimbo
- Jay Mohr – Mike Sullivan
- John Leguizamo – T.C.
- Matthew Lillard – Dez Howard
- Shari Albert – Tina Howard
- Spencer Fox – Jack
- Heather Burns – Julianna
- Marion McCorry – Paulies mamma
- Brittany Murphy – Sue
- Jessica Capshaw – Jen